# Karl Polanyi

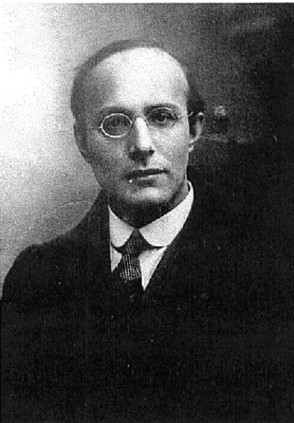
Karl Polanyi

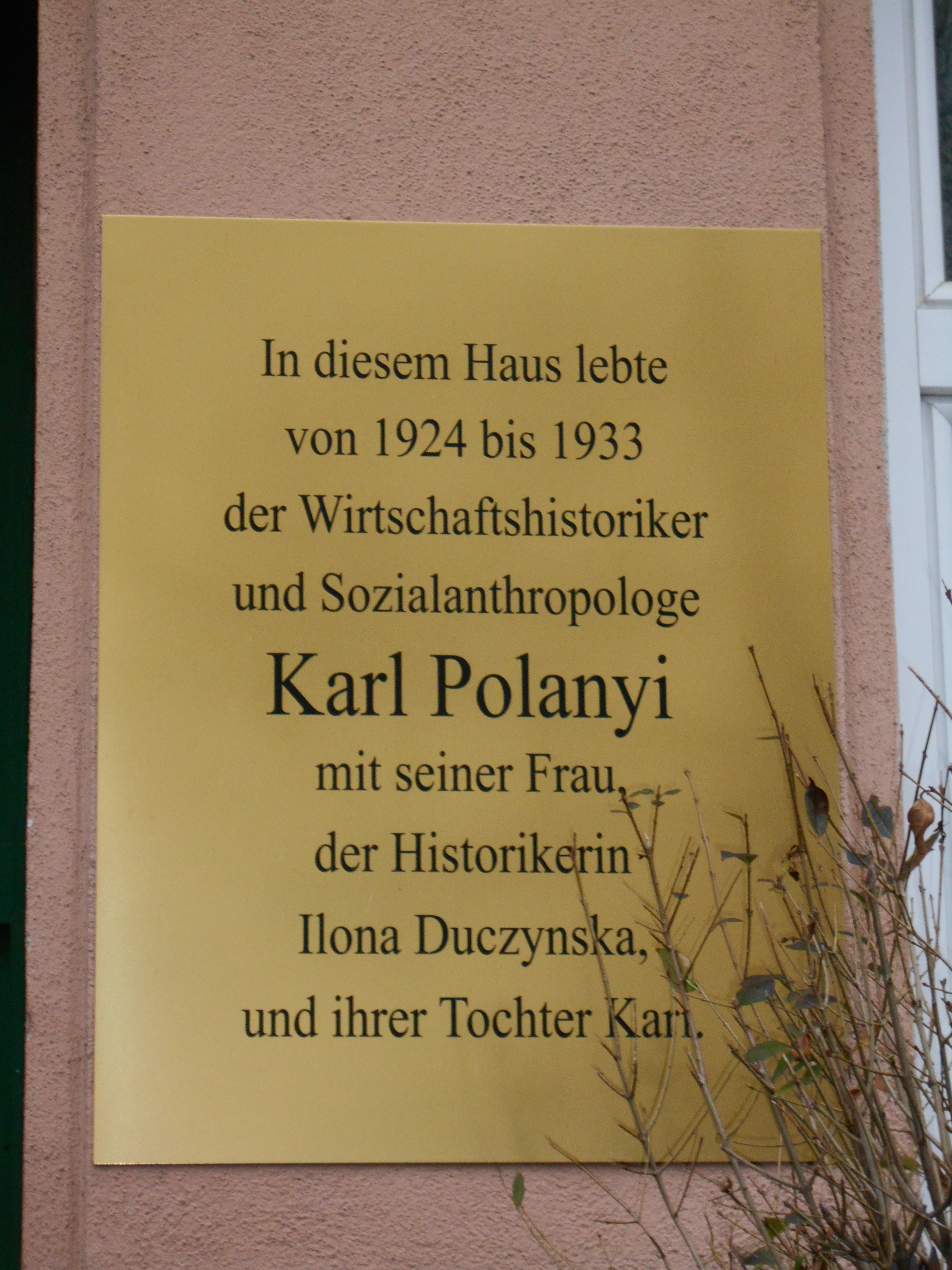
Gedenktafel für Karl Polanyi in der Vorgartenstraße 203 in Wien 2

Karl Paul Polanyi (geboren 21. Oktober 1886 in Wien, Österreich-Ungarn; gestorben 23. April 1964 in Pickering (Ontario)) war ein ungarisch-österreichischer Wirtschaftshistoriker und Wirtschafts- und Sozialwissenschaftler. Er wurde bekannt durch seine von der traditionellen ökonomischen Lehre abweichende theoretische Position, die sich durch die Betonung der sozialen und institutionellen Einbettung von Marktprozessen auszeichnete. Die fruchtbare Verbindung von Wirtschaftstheorie und -geschichte, Politikwissenschaft und Kulturanthropologie schlug sich in zahlreichen und ein breites Themenfeld behandelnden Publikationen nieder.
Sein einflussreiches Buch The Great Transformation wird zu den Hauptwerken der Soziologie gezählt und dient auch heute noch als Ausgangspunkt für aktuelle Forschung. In der politischen Ökonomie wird sein Werk mittlerweile ebenfalls zunehmend aufgegriffen. Daneben verfasste Polanyi auch wichtige Arbeiten zu den Ursprüngen monetärer Wirtschaftsformen.

## Leben
Das Leben und Wirken von Karl Polanyi fiel in eine Zeit und Umgebung, die mit ihren einschneidenden Ereignissen einen großen Einfluss auf seine wissenschaftliche Arbeit und sein Leben hatten. Geboren in Wien, studierte er in Budapest Jura und Philosophie. Er stammte aus einem intellektuellen und bürgerlichen familiären Umfeld, in dem seine Geschwister und er schon früh von der Mutter Cecile Wohl sozialistisch geprägt wurden.
Karl Polanyi ist der ältere Bruder von Michael Polanyi, dem 5. Kind der Familie. Beide wuchsen in einer liberalen jüdischen Familie auf. Sein Vater, Mihaly Pollacsek, war ein erfolgreicher Eisenbahn-Ingenieur und Eisenbahnbesitzer, seine Mutter wurde in Wilna als Cecile Wohl geboren. Karls ältere Schwester Laura Polanyi Stricker war Historikerin und Frauenrechtlerin. Seine jüngere Schwester Sophia (1888–1941) betrieb eine Leihbücherei und Buchhandlung, sie wurde 1941 aus Wien nach Kielce deportiert, wo sie starb. Ihr Ehemann Egon Szécsi (1882–1941) betrieb einen Filmverleih. Er wurde nach der Annexion Österreichs festgenommen und war in den KZ Dachau und Buchenwald in Haft; am 7. April 1941 kam er in Dachau um. 1890 hungarisierte die Familie Pollacsek den Namen zu Polányi.
An der Universität engagierte er sich in linken Studentengruppen und war aktiv an der sozialistischen Bildung von Arbeitern beteiligt. Nach der Niederschlagung der ungarischen Räterepublik zog er nach Wien und arbeitete dort als Redakteur in der Zeitschrift „Der Österreichische Volkswirt“ und der deutschen Ausgabe: „Der Deutsche Volkswirt“. Er lebte mit seiner Familie unter ärmlichen Bedingungen, da er sein Gehalt an die zahlreichen Flüchtlinge spendete; die Familie wohnte von 1924 bis 1933 im 2. Bezirk, Vorgartenstraße 203. 1934 reisten seine Frau und seine Tochter aus, er selbst verließ Österreich, wie seine Tochter angab, 1935, nachdem er seine Anstellung verloren hatte und die faschistischen Tendenzen deutlich zugenommen hatten. Er emigrierte nach Großbritannien, wo er vor allem in der Arbeiterbildung tätig wurde.
1940 kam er in die USA, um mit einem zweijährigen Stipendium der Rockefeller-Stiftung von 1941 bis 1943 – wohnhaft am Bennington College in Vermont – The Great Transformation fertigzustellen. Im Jahre 1947 berief ihn die Columbia University auf eine Gastprofessur, die er bis 1953 wahrnahm. Bis 1958 leitete er gemeinsam mit Conrad M. Arensberg ein Forschungsprojekt über wirtschaftliche Aspekte von Institutionen. Es entstand Trade and Market in the Early Empires. Danach arbeitete er auf dem Feld der Anthropologie. Er starb 1964 in Kanada, wo er sich aufhielt, weil seine Frau als bekennende Sozialistin und ehemalige Aktivistin der ungarischen Räterepublik (1919) kein Visum für die USA erhalten hatte. Sein letztes Werk Dahomey and the Slave Trade erschien postum 1966.
Karl Polanyi und seine Frau Ilona Duczyńska (1897–1978) sind die Eltern der kanadischen Wirtschaftswissenschaftlerin Kari Polanyi-Levitt (* 1923).

## Schriften (Auswahl)
- Primitive, archaic and modern economies: Essays. Hrsg. George Dalton. Anchor, Garden City 1968.
- Ökonomie und Gesellschaft. Dt. von Heinrich Jelinek. Suhrkamp Taschenbuch Wissenschaft stw 295, Frankfurt 1979, ISBN 3-518-27895-9 & ISBN 3-518-07895-X.
- The Great Transformation: The political and economic origins of our time. Beacon, Boston 2001 [Erstausgabe 1944], ISBN 0-8070-5643-X.
  - Deutsche Übersetzung von Heinrich Jelinek: The Great Transformation. Politische und ökonomische Ursprünge von Gesellschaften und Wirtschaftssystemen. 8. Auflage. Suhrkamp Taschenbuch Wissenschaft, Frankfurt 1973, ISBN 3-518-27860-6.
- Chronik der großen Transformation: Artikel und Aufsätze (1920–1945). hrsg. von Michele Cangiani. 3 Bände. Metropolis, Marburg 2002–2005:
  - Band 1: Wirtschaftliche Transformation, Gegenbewegungen und der Kampf um die Demokratie. ISBN 3-89518-390-3.
    - Ausführliche Beschreibung des Werkes

  - Band 2: Die internationale Politik zwischen den Weltkriegen. ISBN 3-89518-426-8.
    - Ausführliche Beschreibung des Werkes

  - Band 3: Menschliche Freiheit, politische Demokratie und die Auseinandersetzung zwischen Sozialismus und Faschismus. ISBN 3-89518-476-4.
    - Ausführliche Beschreibung des Werkes
- Karl Polanyi, Conrad M. Arensberg, H. W. Pearson (Hrsg.): Trade and Markets in the Early Empires. The Free Press, Glenco 1957.
- Karl Polanyi: Dahomey and the Slave Trade. UP of Washington, Seattle 1966.
- Karl Polanyi: The Livelihood of Man. Studies in Social Discontinuity. Hg. von Harry W. Pearson. New York, Academic Press. 1977.